# Sladniewo (przystanek kolejowy)
Sladniewo (ros. Сляднево) – przystanek kolejowy w pobliżu miejscowości Torbiejewo, w rejonie małojarosławieckim, w obwodzie kałuskim, w Rosji. Położony jest na linii Moskwa – Briańsk – Kijów.
Nazwa pochodzi od pobliskiej wsi Sladniewo.